# 花云斑蛛
花云斑蛛（学名：Cyrtophora exanthematica）为园蛛科云斑蛛属的动物，俗名方格云斑蛛。分布于缅甸、马六甲、爪哇、西里伯岛、巴布亚新几内亚、台湾岛以及中国大陆的湖南等地。